# Bruckner-Gesamtausgabe

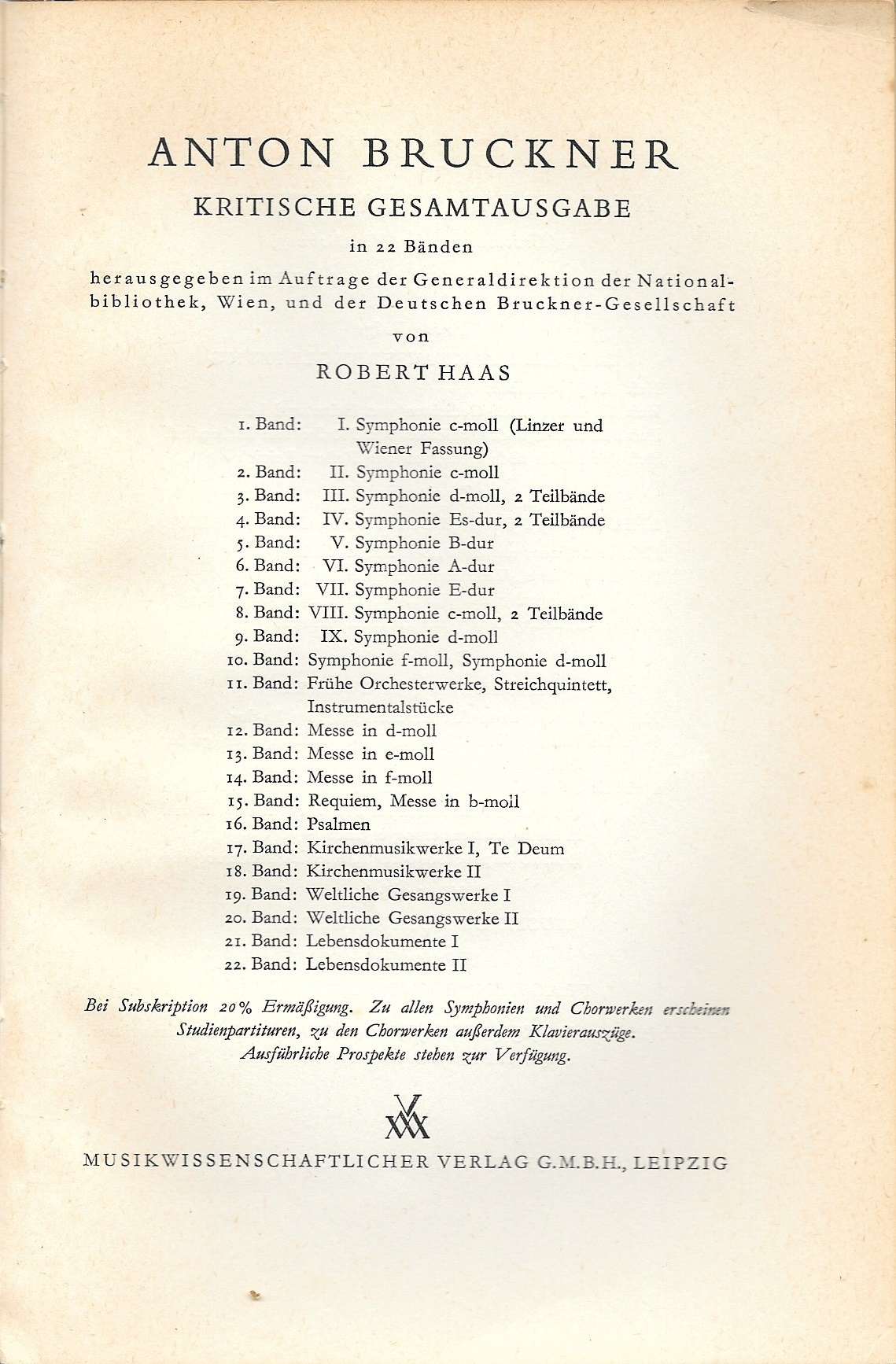
Geplanter Inhalt der 1. Auflage

Die Bruckner-Gesamtausgabe ist die wissenschaftlich-kritische Ausgabe sämtlicher Werke des Komponisten Anton Bruckner, die seit 1933 im Musikwissenschaftlichen Verlag Wien (MWV) erscheint.

## Herausgeber / Verlagsleitung
Herausgeber der Bruckner-Gesamtausgabe ist die Internationale Bruckner-Gesellschaft. Die wissenschaftliche Editionsleitung besorgte von 1934 bis 1945 Robert Haas. Aufgrund Haas' nationalsozialistischer Vergangenheit wurde er im Jänner 1946 zwangsweise in Pension geschickt. Die Leitung der Gesamtausgabe wurde dann seinem Mitarbeiter Leopold Nowak übertragen, der mit seiner Arbeit aber erst 1951 beginnen konnte, da vieles durch den Krieg zerstört worden war. Nachdem Nowak schwer erkrankt war, übernahm ab 1989 Herbert Vogg die Weiterführung des Projekts in dessen Sinn. Seit 2001 sind Tilly Eder als Geschäftsführerin und Angela Pachovsky als Verlagsleiterin des Musikwissenschaftlichen Verlags für die Gesamtausgabe verantwortlich.

## Geschichte

### Vorarbeiten
1929 erfolgte in Wien die Gründung der Internationalen Bruckner-Gesellschaft (IBG), welche die Realisierung einer Gesamtausgabe als Basis für authentische Aufführungsmateriale beabsichtigte. Ursprünglich wollte man den Verlag Breitkopf & Härtel/Leipzig, der im 19. Jahrhundert alle großen Gesamtausgaben wie die von Bach, Mozart, Beethoven, Schumann und Mendelssohn fachkundig betreut hatte, für dieses Projekt gewinnen, aber es kam nicht dazu. (Warum, ist nicht bekannt, vielleicht war er aber mit der Herausgabe der ‚Gesamten Werke‘ Johannes Brahms’ zu sehr beschäftigt, die er zusammen mit der Gesellschaft der Musikfreunde/Wien begonnen hatte, denn – wie bei Bruckner waren die damals 30jährigen Schutzrechte der Originalverleger fast zeitgleich um 1926 und 1927 erloschen, was eine Gesamtausgabe natürlich sehr erleichterte.)
1930 erschienen im Augsburger Verlag Filser in Augsburg das Requiem und die Missa solemnis, herausgegeben von Robert Haas als erste kritisch edierte Werke. (Leider hörte der Verlag Filser bald auf zu existieren, was die Gesamtausgabe erneut behinderte.) Ein markantes Datum war der 2. April 1932, an dem Siegmund von Hausegger in München die neunte Symphonie zweimal hintereinander aufführte: zum einen in der bisher gespielten vom Originalmanuskript deutlich abweichenden Druckausgabe, danach in dem für die Gesamtausgabe erarbeiteten Notentext des Autographs.
Max Auer versuchte auch Franz Schalk mit in die Gesamtausgabe einzubinden, was nur teilweise gelang. Er verhielt sich abwartend, jedoch wollte Schalk bei den Manuskripten immerhin eine Veröffentlichung zu rein wissenschaftlichen Zwecken akzeptieren. Andererseits legte er großen Wert darauf, die bis dato ungedruckte Linzer Fassung der 1. Sinfonie sowie die ursprüngliche Fassung der f-Moll-Messe – die in der Hofkapelle weiterhin, auch von Schalk dirigiert, gespielt wurde – gedruckt zu sehen. Ähnlich dachte er bei der 6. Sinfonie, die er ebenfalls in einer – am Manuskript – revidierten Fassung wünschte. Da Franz Schalk bereits 1931 verstarb, konnte er auch nicht mehr, die ihm zugedachte Uraufführung der 9. Sinfonie in der Originalfassung, dirigieren.
Die Reihenfolge, in der die Werke erschienen, war durchdacht: Zuerst noch nie publizierte Kompositionen (Requiem, Missa solemnis, Linzer Fassung der 1. Sinfonie), dann die stark veränderten Partituren (5./4./2. Sinfonie, und schließlich die weniger problematischen Partituren. (Da durch den Anschluss Österreichs 1938 der Zugang zu manchen Quellen unmöglich geworden war – z. B. hatte Alma Mahler Bruckner-Manuskripte mit in die Emigration genommen – konnte die 3. Sinfonie (III/1) nur nach der Urform, die in einer Abschrift in Bayreuth lag, gestochen werden. Es überlebten aber nur wenige Exemplare die Kriegs- und Nachkriegsjahre.) Auch erhielt Robert Haas – trotz vertraglicher Vereinbarungen – nicht zu allen den Handschriften, die oft in Privatbesitz waren, Zugang. (Die unrühmliche Rolle von Max Morold und auch das wenig kooperative Verhalten von Lilly Schalk – der Witwe Franz Schalks – wurde in der Fachliteratur zwar gelegentlich erwähnt, drang aber nicht so recht ins allgemeine Bewusstsein. Auch waren alle diejenigen Verlage, die Bruckner nach 1927 in Neudrucken vorgelegt hatten, von der Gesamtausgabe wenig begeistert, da sie erstmals – bei einigen sehr populären Werken – die massiven Veränderungen aufzeigte; und deren Partituren oft schwer verkäuflich machte. Die Wucht des neue entdeckten Originals war sehr stark.) Die Kriegsjahre erschwerten dann ab spätesten 1941 die weitere Arbeit immer mehr.

### Die Bruckner-Gesamtausgabe im Musikwissenschaftlichen Verlag Wien (MWV)
Der Musikwissenschaftliche Verlag Wien wurde 1933 von der Internationalen Bruckner-Gesellschaft eigens für die Publikation einer von der Österreichischen Nationalbibliothek in Wien und der IBG herausgegebenen wissenschaftlich-kritischen Gesamtausgabe der Werke Anton Bruckners gegründet. Dem Verlagsaufbau und den ersten Publikationen der Bruckner-Gesamtausgabe waren jahrelange Vorarbeiten durch Robert Haas, den Direktor der Musiksammlung der Österreichischen Nationalbibliothek, vorausgegangen. Haas wurde wissenschaftlicher Editionsleiter, sein erster Mitarbeiter war Alfred Orel. 1937 wurde Leopold Nowak Mitherausgeber. In rascher Folge konnten trotz widriger Zeitumstände zahlreiche Bände erscheinen. Mit dem Anschluss Österreichs an das Deutsche Reich 1938 wurden der MWV und die IBG in Wien aufgelöst und die Weiterführung der Gesamtausgabe nach Leipzig transferiert. 1945 wurden die dortigen Bestände bei einem Bombenangriff vernichtet.
Nach Ende des Zweiten Weltkriegs wurden die IBG und der MWV in Österreich reaktiviert, womit auch die Erstellung der Bruckner-Gesamtausgabe nach Österreich zurückkehrte. (Der Brucknerverlag in Wiesbaden ist als eine Art – nachkriegsbedingtem – Interregnum anzusehen, das von Fritz Oeser – einem früheren Assistenten von Haas – sehr fachkundig betreut wurde.) Die erste Ausgabe nach der mehrjährigen Zäsur war das 1951 von Leopold Nowak als neuem wissenschaftlichen Leiter vorgelegte korrigierte Reprint von Alfred Orels Ausgabe der 9. Symphonie. Es gilt als erster Band der aktuellen Bruckner-Gesamtausgabe. Nowak revidierte zunächst die bereits vor 1945 veröffentlichten Partituren und bezog bis dahin nicht berücksichtigtes Quellenmaterial ein. Insbesondere die von Haas bei der 2. und der 8. Symphonie unternommenen Versuche, verschiedene Werkfassungen Bruckners zu vermischen und dadurch eine ideale Fassung herzustellen, erschienen nicht mehr haltbar, sodass in der Konsequenz zunächst die beiden Fassungen der 8. Symphonie separat publiziert wurden. Bis 1989 edierte Leopold Nowak als wissenschaftlicher Leiter nahezu das gesamte Werk Bruckners. Nachdem er aus gesundheitlichen Gründen von der Leitung der Gesamtausgabe zurücktreten musste, konnten unter der Geschäftsführung von Herbert Vogg bis 2001 die noch ausständig gewesenen Notenbände erarbeitet und vorgelegt werden.
Seit 2001 wurde eine weitere Perfektionierung durch Korrekturen auf Basis von Druckfehlerlisten von Rüdiger Bornhöft bzw. das Einarbeiten neuer Forschungsergebnisse bei Nachdrucken betrieben. Zudem wurden bisher ausständige Revisionsberichte ergänzt. Im Zuge all dessen entstand der Wunsch nach einer neuesten Erkenntnissen Rechnung tragenden, einheitliche und zeitgemäße Editionsrichtlinien berücksichtigenden Reihe, sodass 2011 die Neue Anton Bruckner Gesamtausgabe begonnen wurde (siehe Editionschronologie, Abschnitt d).

## Editionschronologie zur Bruckner-Gesamtausgabe
In Klammer die Namen der Herausgeber

### a. Vorarbeiten zur Bruckner-Gesamtausgabe
- 1930	Requiem / Missa solemnis in B (Robert Haas)

### b. Alte Anton Bruckner-Gesamtausgabe (Wissenschaftliche Leitung: Robert Haas)
- 1934	9. Symphonie / Vier Orchesterstücke (Alfred Orel)
- 1935	1. Symphonie, Linzer und Wiener Fassung / 5. Symphonie / 6. Symphonie (Haas)
- 1936	4. Symphonie, 2. Fassung (Haas)
- 1938	2. Symphonie, Mischform aus 1. und 2. Fassung (Haas)
- 1939	8. Symphonie, Mischform aus 1. und 2. Fassung (Haas)
- 1940	Messe e-Moll, 2. Fassung (Haas/Nowak)
- 1944	7. Symphonie / Messe f-Moll (Haas)

## Revisions- bzw. Vorlagenberichte
Alfred Orel und Robert Haas legten zu vielen Partituren sogenannte ‚Vorlagenberichte‘ bei. Diese waren – wie im Falle der 5. und 6. Sinfonie – relativ kurz, bei den anderen Werken etwas ausführlicher und bei der 2. Sinfonie (1938) haben wir einen sehr ergiebigen Bericht, in dem Haas auch die alternativen Satzschlüsse zum ersten und zweiten Satz beifügte. Leider waren diese Berichte nur in den großen Dirigierpartituren zu finden; die bekannteren Studienpartituren haben keine erhalten. (Man kann diese heute in der Regel nur in großen Staatsbibliotheken, mit vielen Alt-Beständen einsehen, denn sie wurden nie wieder neu aufgelegt.) Leider fehlen zu den Problemfällen 7. und 8. Sinfonie die Berichte. Ebenso bei den beiden Messen. Die Partituren erhielten die rätselhafte Bezeichnung ‚Partitur Sonderausgabe‘. Im Nachlass von Haas fanden sich zwar Skizzen zu den Berichten, die aber nicht verwertbar waren. (Vielleicht ahnte Haas, dass die politische Entwicklung nicht gut verlaufen würde – die Zeit für andere Arbeiten zu knapp wäre – und so wollte er wenigstens die Partituren vorlegen. Nowak spricht immer wieder von Revisionsberichten, hat aber nur einige wenige vorgelegt. Bei der 5. und 6. Sinfonie nahm er die Haas’schen Berichte als Reprint und fügte einige wenige Ergänzungen hinzu. Gerechterweise muss man sagen, dass er hier die Arbeit von Haas als Grundlage für die Brucknerforschung ausdrücklich lobt. Was wiederum zeigt, dass Haas und Nowak – mit Ausnahme des Problemfalles 8. Sinfonie – sich zeitlebens fachlich und menschlich sehr schätzten. [Persönliche Information von Vogg/Wien an Joseph Kanz.])

## Anmerkung
VEB Breitkopf und Härtel druckte in Leipzig (DDR) bis 1990 die alte Anton-Bruckner-Gesamtausgabe (ed. Haas et al.) weiter und belieferte den gesamten Ostblock damit. Obwohl verboten, wurden diese Ausgaben auch in Deutschland (West) und Österreich unter der Hand verkauft und im übrigen Ausland offen angeboten. Diese alten Ausgaben sind immer noch als Leihmaterial erhältlich. Und in den USA sind bis heute Reprints der alten BGA – einschließlich käuflicher Orchesterstimmen – im Handel. Das sorgt für manche Verwirrung. Viele Dirigenten, auch die der jüngsten Generation, halten diesen Ausgaben die Treue, weil sie ihnen als die musikalisch überzeugendsten erscheinen. Hans Hubert Schönzeler schrieb in seinem Buch «Bruckner» (MWV/Wien 1974) über die Haas’schen Fassungen: ‚…und vom Standpunkt des eigentlichen Klanges mag seine Lösung befriedigender sein.‘ (S. 110)

### c. Neue Bruckner-Gesamtausgabe (Wissenschaftliche Leitung: Leopold Nowak)
- 1951	9. Symphonie / 5. Symphonie (Nowak)
- 1952	6. Symphonie (Nowak)
- 1953	4. Symphonie, 2. Fassung / 1. Symphonie, Linzer Fassung (Nowak)
- 1954	7. Symphonie (Nowak)
- 1955	8. Symphonie, 2. Fassung / Streichquartett c-Moll (Nowak)
- 1957	Messe d-Moll (Nowak)
- 1959	3. Symphonie, 3. Fassung / Messe e-Moll, 2. Fassung (Nowak)
- 1960	Messe f-Moll (Nowak)
- 1962	Te Deum (Nowak)
- 1963	Streichquintett mit Intermezzo (Nowak)
- 1964	Psalm 150 (Franz Grasberger)
- 1965	2. Symphonie (Nowak)
- 1966	Requiem (Nowak)
- 1968	Symphonie d-Moll „Nullte“ (Nowak)
- 1972	8. Symphonie, 1. Fassung (Nowak)
- 1973	Symphonie f-Moll „Studiensymphonie“ (Nowak)
- 1975	4. Symphonie, 1. Fassung / Missa solemnis in B (Nowak)
- 1977	Messe e-Moll, 1. Fassung / 3. Symphonie, 1. Fassung (Nowak)
- 1980	Adagio Nr. 2 zur 3. Symphonie (Nowak) / 1. Symphonie, Wiener Fassung (Günter Brosche)
- 1981	Finale 1878 zur 4. Symphonie / 3. Symphonie, 2. Fassung (Nowak)
- 1984	Kleine Kirchenmusikwerke (Hans Bauernfeind/Nowak)
- 1985	Rondo c-Moll für Streichquartett (Nowak)
- 1987	Kantaten und Chorwerke (Franz Burkhart/Rudolf H. Führer/Nowak)
- 1988	Werke für Klavier zu zwei Händen (Walburga Litschauer)
- 1994	9. Symphonie, Finale-Fragment (John Alan Phillips) / Werke für Klavier zu vier Händen (Litschauer)
- 1995	1. Symphonie, Fragment der ursprünglichen Fassung des Adagios und ältere Scherzo-Komposition (Wolfgang Grandjean) / Abendklänge für Violine und Klavier (Litschauer)
- 1996	9. Symphonie, Finale-Fragment, Faksimile-Band (Phillips) / Vier Orchesterstücke (Hans Jancik/Rüdiger Bornhöft) / Ouvertüre g-Moll (Jancik/Bornhöft) / Marsch Es-Dur (Bornhöft) / Magnificat / Psalm 146 / Psalm 112 (Paul Hawkshaw)
- 1997	Psalm 114 / Psalm 22 (Hawkshaw) / Lieder für Gesang und Klavier (Angela Pachovsky)
- 1998	9. Symphonie, Studienband zum 2. Satz: Entwürfe, älteres Trio (Benjamin Gunnar Cohrs) / Orgelwerke (Erwin Horn) / Requiem. Neuausgabe (Nowak/Bornhöft) / Briefe Band 1 – 1852–1886 (Andrea Harrandt)
- 2000	9. Symphonie. Neuausgabe (Cohrs)
- 2001	Weltliche Chorwerke (Pachovsky/Anton Reinthaler)
- 2002	9. Symphonie. Finale. Dokumentation des Fragments (Phillips)
- 2003	Briefe Band 2 − 1887–1896 (Harrandt)
- 2004	4. Symphonie, 3. Fassung 1888 (Benjamin M. Korstvedt)
- 2005	2. Symphonie, 1. Fassung 1872 (William Carragan) / Messe f-moll. Neuausgabe (Hawkshaw)
- 2007	Streichquintett / Intermezzo. Neuausgabe (Gerold W. Gruber) / 2. Symphonie, 2. Fassung 1877 (Carragan)
- 2015  Das Kitzler Studienbuch (1861-1863). Facsimile (Hawkshaw and Erich Wolfgang Partsch)

#### Die Symphonie Nr. 9 als Sonderfall
Die Herausgabe der 9. Symphonie war ein lange geplantes und für den Schluss der Gesamtausgabe vorgesehenes Projekt Leopold Nowaks. Bereits zu Beginn seiner Editionstätigkeit war als erster Band 1951 ein überarbeiteter Neudruck der Ausgabe von Alfred Orel erschienen, dem Nowak später auch eine Revision und Ergänzung der Skizzen und Entwürfe hinzufügen wollte. Kurz vor seinem Tod 1991 übertrug der 86-Jährige diese Aufgabe an John A. Phillips. Dessen kommentierte Rekonstruktion des Finale-Fragments anhand der Partitur-, Particell- und Satzverlaufsseiten fand viel Beachtung in der internationalen Fachwelt und wurde einer Sensation gleichgesetzt. Phillips nahm auch eine Einrichtung für den Konzertsaal vor, in der die fragmentarischen Teile mit Erklärungen verbunden wurden. In dieser Form wurde die „Neunte“ im November 1999 von den Wiener Symphonikern unter der Leitung von Nikolaus Harnoncourt im Wiener Musikverein vorgestellt. Die Vielzahl neuer Details, die Benjamin Gunnar Cohrs in seinem Kritischen Bericht zu den Sätzen eins bis drei aufzeigte, führte zu dem Entschluss der Herstellung einer neuen Partitur. Das umfassende Quellenmaterial wird in Studienbänden zu den einzelnen Sätzen und in einem zusätzlichen Textband erörtert.

#### Orchestermateriale und Revisionsberichte
Stimmenmaterial zu den Symphonien und anderen Orchesterwerken wird laufend neu hergestellt, wobei aktuelle Korrekturen berücksichtigt werden. Begleitend zur wissenschaftlich fundierten Publikation der Notentexte wurden schon früh, systematisch dann ab den 1980er-Jahren dazugehörige Revisionsberichte erstellt, die Quellenlage und Methodik der jeweiligen Edition detailliert darstellen, sich aber zudem durch eine allgemein verständliche und somit praxisdienliche Diktion auszeichnen. Eine Übersicht der vorhandenen Berichte verzeichnet der Musikwissenschaftliche Verlag.

### d. Neue Anton Bruckner Gesamtausgabe
Editionsleitung: Paul Hawkshaw, Thomas Leibnitz, Andreas Lindner, Angela Pachovsky, Thomas Röder
Wissenschaftlicher Beirat: Mario Aschauer, Otto Biba, Hans-Joachim Hinrichsen, Erich Wolfgang Partsch, Robert Pascall, Larry Todd
Seit 2011 ist unter der Bezeichnung Neue Anton Bruckner Gesamtausgabe eine Neuausgabe sämtlicher Werke Anton Bruckners in Vorbereitung, die dem aktuellen Forschungsstand Rechnung trägt, sämtliche Bände einheitlichen Richtlinien unterwirft und durch ein internationales Herausgeberteam betreut wird. Die Wiedergabe des authentischen Notentextes hat oberste Priorität, wobei auch neueste Quellenfunde eingearbeitet werden. Sämtliche Bände erscheinen sowohl als großformatige Dirigierpartituren als auch im Studienpartiturformat. Das Aufführungsmaterial wird wie auch bei der Bruckner-Gesamtausgabe leihweise erhältlich sein. Die Neue Anton Bruckner Gesamtausgabe soll in hohem Maß auch aufführungspraktische Aspekte berücksichtigen, auf die neben den Quellenangaben und Informationen zu Entstehungs- und Rezeptionsgeschichte auch in den Vorworten ausführlich eingegangen wird. Als erste Publikation ist für 2014 die Veröffentlichung der 1. Symphonie in der Linzer Fassung (Thomas Röder) vorgesehen.
Neben der Neuen Anton Bruckner Gesamtausgabe werden im Musikwissenschaftlichen Verlag sämtliche Bände der bisherigen Anton Bruckner-Gesamtausgabe parallel erhältlich sein, um Wissenschaft und Praxis die Wahl zu bieten und die Möglichkeit von Aufführungen nach individuellen Traditionen zu gewährleisten.
Die Neue Anton Bruckner Gesamtausgabe wird von der Internationalen Bruckner-Gesellschaft und der Österreichischen Nationalbibliothek unterstützt, die Schirmherrschaft haben die Wiener Philharmoniker übernommen.